# Eric Chua
Eric Chua, PBM (chinesisch 蔡瑞隆, Pinyin Cài Ruìlóng; * 1979) ist ein ehemaliger Offizier der Streitkräfte und Politiker der People’s Action Party (PAP) aus Singapur, der unter anderem als Oberst Kommandeur der 3. Division (3rd Division) der Singapore Army war. Seit 2020 ist er Mitglied des Parlaments und Parlamentarischer Unterstaatssekretär im Ministerium für Kultur, Gemeinschaft und Jugend sowie im Ministerium für soziale und familiäre Entwicklung.

## Leben
Eric Chua begann mit Unterstützung eines Stipendiums der Kommission für den öffentlichen Dienst (Public Service Commission) ein Studium im Fach Kommunikationswissenschaft an der Wee Kim Wee School of Communication and Information der Nanyang Technological University, das er mit einem Bachelor of Arts (B.A. Communication Studies) beendete. Mit Unterstützung eines weiteren Stipendiums des Fulbright-Programms begann er ein postgraduales Studium im Fach Kommunikationsmanagement an der Annenberg School for Communication and Journalism der University of Southern California (USC), welches er mit einem Master of Arts (M.A. Communication Management) abschloss. Dort wurde er Mitglied der akademischen Ehrengesellschaft Phi Kappa Phi. Nach Abschluss des Studiums trat er 2003 in die Streitkräfte Singapurs (Singapore Civil Defence Force) ein und übernahm innerhalb des Heeres (Singapore Army) zahlreiche Funktionen als Offizier und Stabsoffizier. Er war unter anderem Chef der Operationsabteilung der damaligen 1. Division sowie als Oberst (Colonel) Kommandeur der 3. Division (3rd Division). Anlässlich der Feierlichkeiten zum Nationalfeiertag wurde ihm 2017 die Belobigungsmedaille (Pingat Kepujan) verliehen. Er war ferner Direktor des zum Innenministerium gehörenden Amtes für Sicherheitsprogramme (SGSecure Programme Office) und leitete als solcher die Erneuerung von Programmen, die die Gemeinschaft befähigen, eine größere Rolle bei Singapurs Anti-Terror-Bemühungen zu spielen.
Neben seinen beruflichen Tätigkeiten engagierte sich Chua im vorpolitischen Raum und war unter anderem zwei Mal Vorsitzender des Zentralen Jugendrates der Jugendbewegung der Volksvereinigung (People’s Association), zehn Jahre lang Vorsitzender des Jugendausschusses von Cairnhill sowie zwei Mal Mitglied des Nationalen Jugendrates. Für seine langjährigen Verdienste erhielt er 2010, 2012 und 2017 zudem den Jugendverdienstpreis (Meritorious Youth Award) sowie 2017 den Excellent Youth Award, die von der People’s Association vergeben werden. Darüber hinaus wurde ihm anlässlich des Nationalfeiertages 2019 die Medaille des öffentlichen Dienstes PBM (Pingat Bakti Masyarakat) verliehen.
Nach seinem Ausscheiden aus dem Militärdienst wurde Eric Chua für die People’s Action Party (PAP) bei den Wahlen am 11. Juli 2020 im Gruppen-Wahlkreis GRC (Group Representation Constituency) Tanjong Pagar zum ersten Mal Mitglied des Parlaments. Er war kurze Zeit Mitglied des Hauptausschusses und wurde am 27. Juli 2020 von Premierminister Lee Hsien Loong zum Parlamentarischen Unterstaatssekretär im Ministerium für Kultur, Gemeinschaft und Jugend (Parliamentary Secretary, Ministry of Culture, Community and Youth) sowie zugleich zum Parlamentarischen Unterstaatssekretär im Ministerium für soziale und familiäre Entwicklung (Parliamentary Secretary, Ministry of Social and Family Development) berufen. Er ist verheiratet und Vater eines Kindes.